# Decio Scardaccione
Decio Scardaccione (Sant'Arcangelo, 28 marzo 1917 – Roma, 29 marzo 2003) è stato un economista, politico e agronomo italiano, tra i maggiori esponenti della Democrazia Cristiana.

## Biografia
Nacque nel 1917, dal barone Don Giuseppe Scardaccione e da Donna Maria Latronico di Tursi, discendente di un'antica e nobile famiglia lucana di proprietari terrieri. Dopo aver frequentato la Scuola Pratica di Agricoltura di Eboli si diplomò all'Istituto Tecnico Agrario di Lecce.
Laureatosi nel 1943 in Agraria all'Università degli Studi di Bari, dove venne poi incaricato per l'insegnamento di Economia e politica agraria, si dedicò alla ricerca, nel mondo contadino, di quelle che erano le capacità umane, in particolare dedicandosi allo studio di tutto il fenomeno della capitalizzazione del lavoro nell'agro di Alberobello, nella costiera amalfitana e nella costiera calabra.
Fu un sostenitore del concetto che non doveva essere l'uomo al servizio della nuova struttura economica, cioè passare dal servaggio del padre al servaggio dell'apparato economico moderno, per cui si pensava di preparare tutto in funzione di un'azienda dove il contadino era uno dei fattori della produzione ossia il mero fornitore del lavoro, bensì bisognava rendere l'uomo artefice dell'azienda creata a sua misura nel contesto economico politico e storico in cui questo si trovava.
Mentre era docente di Estimo Rurale ed Economia e Politica Agraria all'Università di Bari, fu invitato da giovani esponenti della DC - quali Tommaso Morlino, Ardigò e Pace - a svolgere dei corsi di formazione teorico-pratici di un anno ai contadini assegnatari della Riforma agraria.
Negli anni sessanta, in qualità di segretario generale della Confederazione nazionale del mondo rurale e dell'agricoltura, diede prova della sua professionalità e della sua competenza, tanto unanimemente apprezzate da meritare la nomina a Presidente dell'Ente di sviluppo di Puglia, Lucania, Molise ed Irpinia, ove operò con generale approvazione del mondo contadino verso il quale fu intellettualmente onesto; spese tutte le sue energie a favore del mondo rurale che, del Mezzogiorno, per molti anni fu significativa ma non sempre gratificante espressione; si impegnò con la sua rocciosa intransigenza a favore degli strati meno abbienti.
Fu, pertanto, tra i più equi realizzatori della riforma agraria e ricoprì tale carica di Presidente dell'Ente di Riforma Agraria fino al 1968, quando, al termine delle elezioni politiche dello stesso anno, venne eletto al Senato nel collegio di Corleto Perticara.
Nominato presidente del Primo Comitato di Programmazione Economica-Regionale, fu sottosegretario al Ministero dell'Interno e deputato al Parlamento europeo. Nominato Presidente dell'ESAB (Ente di Sviluppo Agricolo di Basilicata), negli anni ottanta svolse con grande serietà tale ultimo incarico pubblico, con impegno trasversalmente apprezzato, tanto da subire un attentato con 5 colpi di pistola, organizzato da parte della locale criminalità organizzata.
La sua vasta produzione scientifica e politica, conservata presso l'Università degli Studi di Bari e presso l'Università della Basilicata, da lui fortemente voluta.

## Opere
- Agricoltura meridionale e la nuova realtà storica, Bari, Laterza, 1958.
- Costi di produzione del grano duro in Italia, Bari, Laterza, 1959.
- Cooperazione agricola e sviluppo economico Bari, Laterza, 1959.
- La riforma fondiaria. Esperienze in Puglia, Lucania e Molise,  Bari, Arti grafiche Favia, 1966.
- Il carciofo nella nuova agricoltura, Bari, Laterza, 1966

## Premi e riconoscimenti
Nel 1988 gli è stato conferito dall'Amministrazione comunale di Pomarico (MT), il premio LucaniaOro per la politica.